# Hold On (píseň, John Lennon)
„Hold On“ je píseň britského hudebníka Johna Lennona, která vyšla na jeho prvním sólovém albu po rozpadu The Beatles John Lennon/Plastic Ono Band z roku 1970. Finální nahrávka písně obsahuje pouze zpěv, elektrickou kytaru s tremolem, bicí a basovou kytaru, jedná se o aranžmá, jenž v této době Lennon upřednostňoval. Skladba vyšla několikrát na reedicích alba, a to v roce 2000, kde má skladba poněkud delší úvod, a dále z roku 2010, zde je skladba již v originálním znění.

## Text
Text písně je ve srovnání s jinými písněmi na albu John Lennon/Plastic Ono Band jedním z nejoptimističtějších. Tématem a ústředními motivy jsou city, emoce, citová křehkost, vytrvalost, jak se můžeme přesvědčit v textu, který popisuje, že když je člověk na světě sám, musí prostě vydržet (= anglicky hold on, název a refrén písně). Lennon tak písní vyjadřuje, že má spolu s manželkou Yoko Ono dost síly na to, aby překonal všechny výzvy, když se budou držet hlavních myšlenek a slovům písně "hold on" (= „vydrž“). V podobném duchu se pak nesou slova "it's gonna be alright" (= „bude to v pořádku“) a "we're gonna win the fight" (= „vyhrajeme ten boj“).  I když v textu vztahuje tyto ideje na sebe a Yoko, podle Andrewa Jacksona to nic nemění na faktu, že myšlenka textu je univerzální.
Ke konci písně jsou pak hlavní témata písně vztáhnuta na celý svět, Lennon zde zpívá, že mír je dosažitelný, jen pokud všichni „uvidí světlo“ a uvědomí si, že „všichni jsme jeden“, podobné fráze můžeme pak slyšet i v jiných písních, včetně písně Imagine.

Lennon se k samotné písni vyjádřil takto:
"I'm saying 'hold on John' because I don't want to die ... I don't want to be hurt and please don't hit me ... Hold on now, we might have a cup of tea, we might get a moment's happiness any minute now. So that's what it's about, just moment by moment. That's how we're living now, but really living like that and cherishing each day, and dreading it too. It might be your last." (originální znění)
„Říkám ‚vydrž, Johne‘, protože nechci zemřít... nechci se zranit a prosím, nebij mě. Teď vydrž, můžeme si dát šálek čaje, každou minutu bychom mohli získat chvilkové štěstí. Takže o tom to je, jen okamžik za okamžikem. Tak teď opravdu žijeme, a každého dne si vážíme a zároveň se ho děsíme. Vždyť to může být váš poslední.“ (překlad, česky)

## Hudba
Na nahrávce skladby můžeme slyšet, jak Lennon hraje jemně na elektrickou kytaru za použití tremola, což podle Jacksona odpovídá „uklidňujícímu textu“. Nahrávalo se v EMI Studios (Abbey Road Studios) dne 30. září 1970. Lennon měl k dispozici 32 experimentálních záběrů s různými přístupy, nakonec se rozhodl pro finální verzi, kterou můžeme slyšet na albu.
Hudební kritici Wilfrid Mellers a Johnny Rogan však tvrdí, že některé hudební prvky skladby vytvářejí určité napětí doplněné uklidňující zprávou. Mezi tyto prvky patří „nervózní“ bubnování Ringa Starra s velmi tichou a roztříštěnou vokální melodií.  Uprostřed písně zamumlal Lennon slovo "cookie" (= „sušenka“) a napodobil tak Cookie Monster z americké dětské televizní show Sesame Street. 

## Nástroje
Na původní nahrávce písně:
- John Lennon – zpěv, elektrická kytara s tremolem
- Ringo Starr – bicí
- Klaus Voormann – basová kytara